# István Ágh
István Ágh, pe numele său adevărat István Nagy, (n. 24 martie 1938, Iszkáz, Districtul Devecser, Comitatul Veszprém, Ungaria) este un scriitor și publicist maghiar.